# Gemeinde Pljevlja
Die Gemeinde Pljevlja (montenegrinisch Општина Пљевља Opština Pljevlja) ist eine Gemeinde in Montenegro. Der Verwaltungssitz ist der Hauptort Pljevlja.

## Geografie
Die Gemeinde grenzt an die Gemeinden Žabǉak, Bijelo Poǉe und Mojkovac in Montenegro, sowie an die Staaten Serbien und Bosnien und Herzegowina. Mit einer Gesamtfläche von 1.346 km² ist sie die drittgrößte Gemeinde in Montenegro.

## Bevölkerung
Die Stadt Pljevlja ist das administrative Zentrum der Gemeinde Pljevlja, die 35.806 Einwohner hat. Die Stadt Pljevlja selbst hat 19.136 Einwohner und ist die einzige Stadt in der Gemeinde mit einer Einwohnerzahl von über 1.000. Die Gemeinde hat eine serbische Bevölkerungsmehrheit. Laut der Volkszählung 2011 bestand die Bevölkerung aus: Serben (60,11 %), Montenegrinern (21,52 %), Ethnischen Muslimen (8,14 %) und Bosniaken (5,21 %).
| Zensus    | 1948 1 | 1953 1 | 1961   | 1971   | 1981   | 1991   | 2003   | 2011   |
| --------- | ------ | ------ | ------ | ------ | ------ | ------ | ------ | ------ |
| Einwohner | 35.926 | 40.876 | 46.677 | 46.843 | 43.316 | 39.593 | 35.806 | 30.786 |